# 鹿ヶ壺
鹿ヶ壺（しかがつぼ）は、兵庫県姫路市（旧安富町）にある落差70m以上の岩床を流れる多段の滝と数十の甌穴（滝壺）群の総称。
最大の甌穴は鹿ヶ壺といい、その形が鹿の寝姿に似ていることから通称となったとされる。
現在は甌穴群の総称で、県名勝の指定名は鹿ヶ壺である。
なお、鹿ヶ壺と千畳の滝、三ヶ谷の滝、千畳平などを含めた雪彦山南西麓のハイキングコースが整備されたレクリエーションゾーンは姫路市グリーンステーション鹿ヶ壺と命名されている。
一帯は雪彦峰山県立自然公園に属する。

## 概要
姫路市の最北端、宍粟市に接する安富町関地区を流れる林田川支流の坪ヶ谷に位置する。
白亜紀の生野層群下部累層流紋岩質溶結凝灰岩で形成された岩山の急斜面を流れる多段の滝で、全体の垂直落差は70m以上に及ぶ。
水流は岩肌に沿って蛇行し、落下する角度を幾度も変えながら落ちて、曲がり角や階段面において渦流となり、これが長い年月をかけて岩肌を侵食し数十個もの甌穴を現出させた。
大きな甌穴（滝壺）については、最上段の鹿ヶ壺から最下段の尻壺まで、古来より愛称が付けられている。

## 主な甌穴
- 鹿ヶ壺
- 鹿の尾

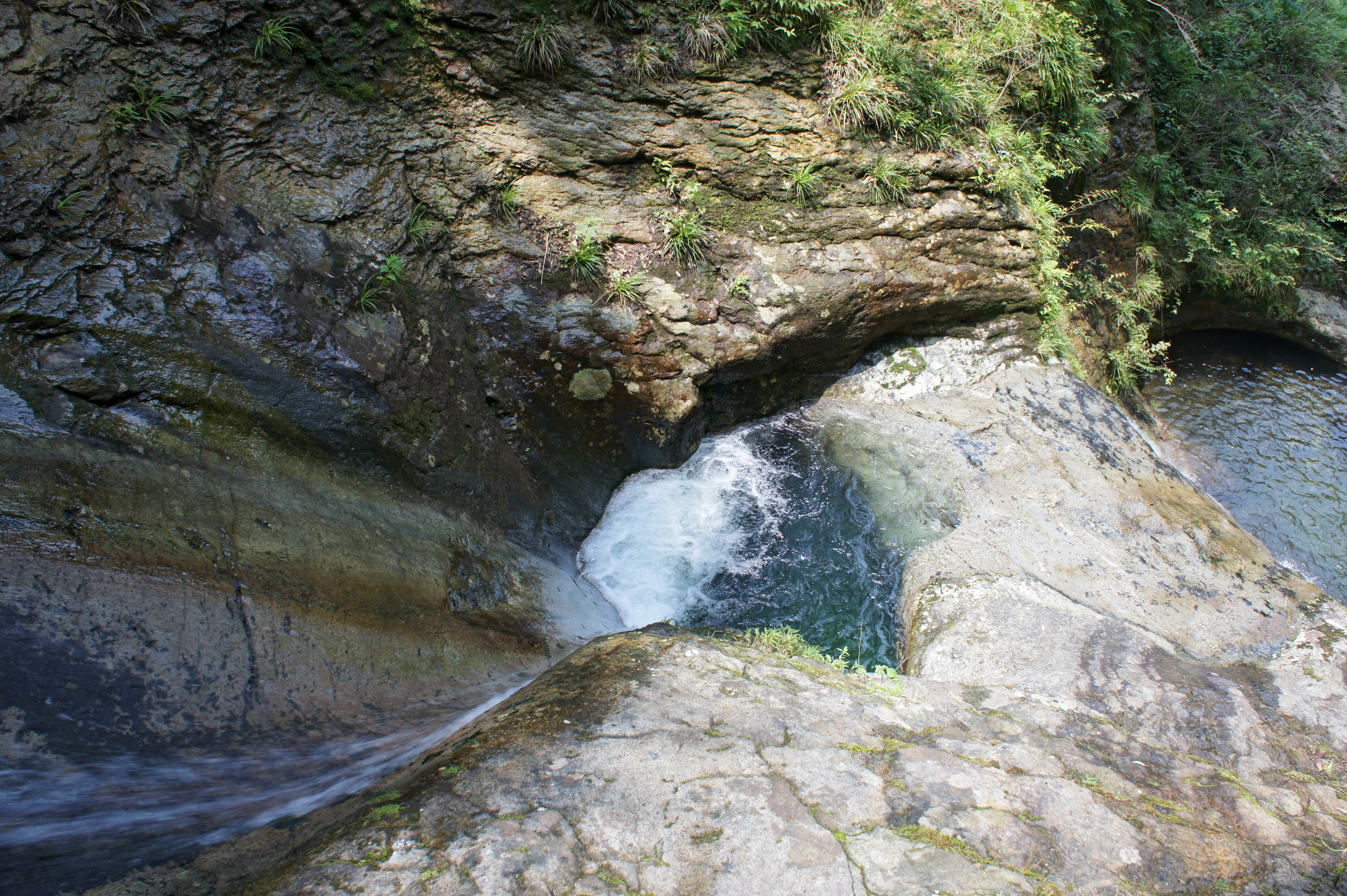
底無
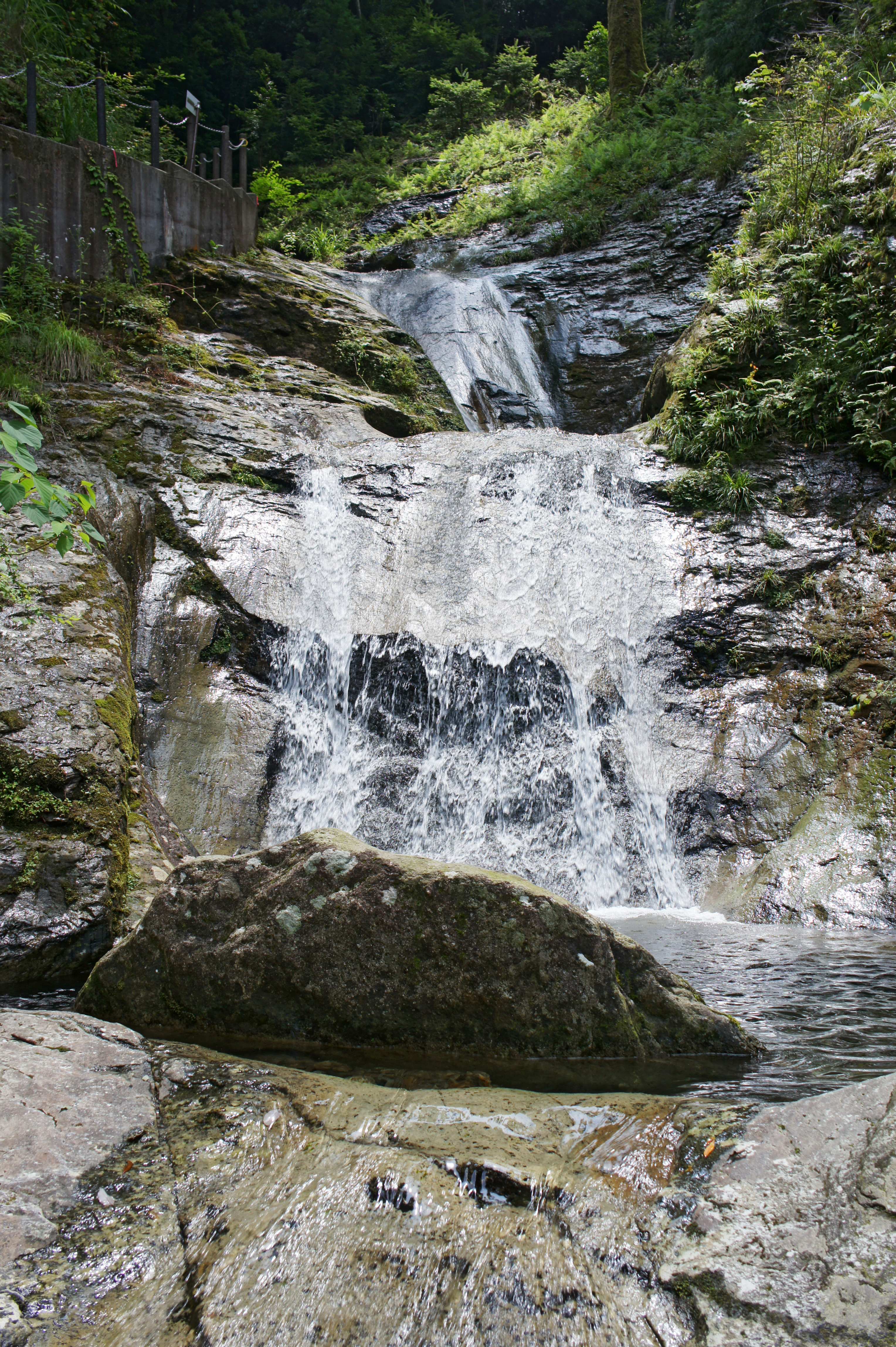
駒ノ立洞
- 五郎田壺
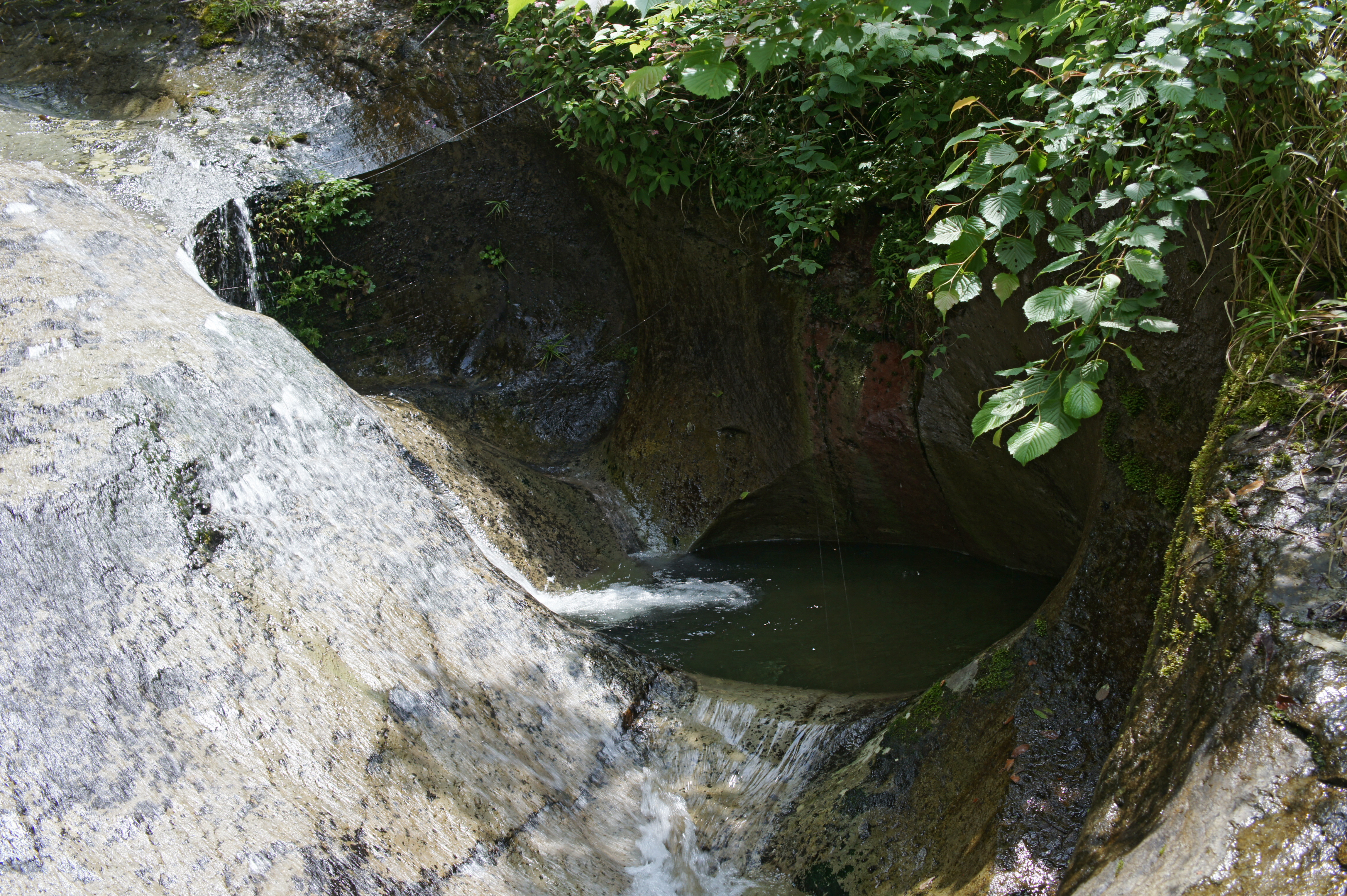
雑桶壺
- 鳥のしこみ
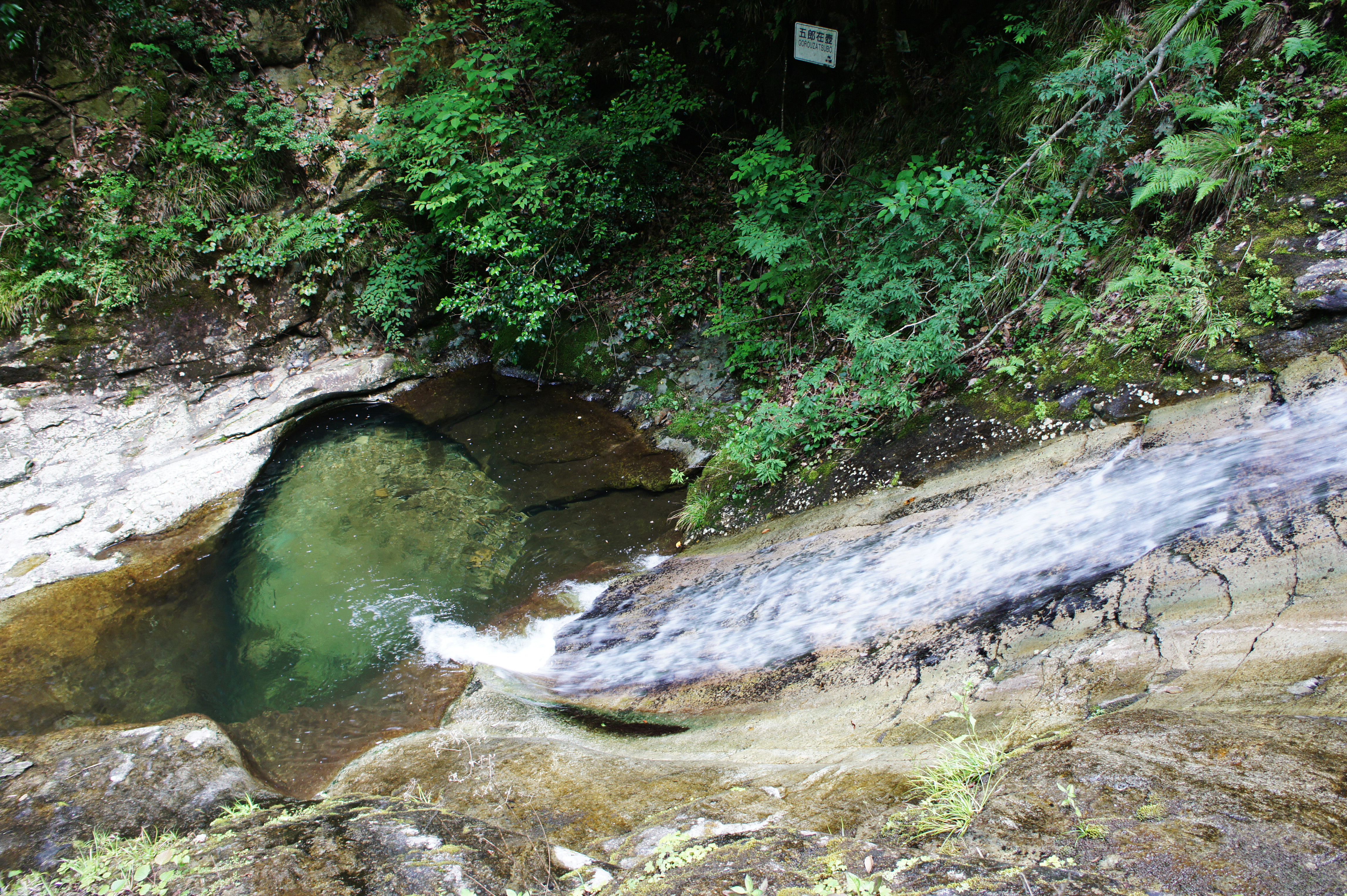
五郎在壺
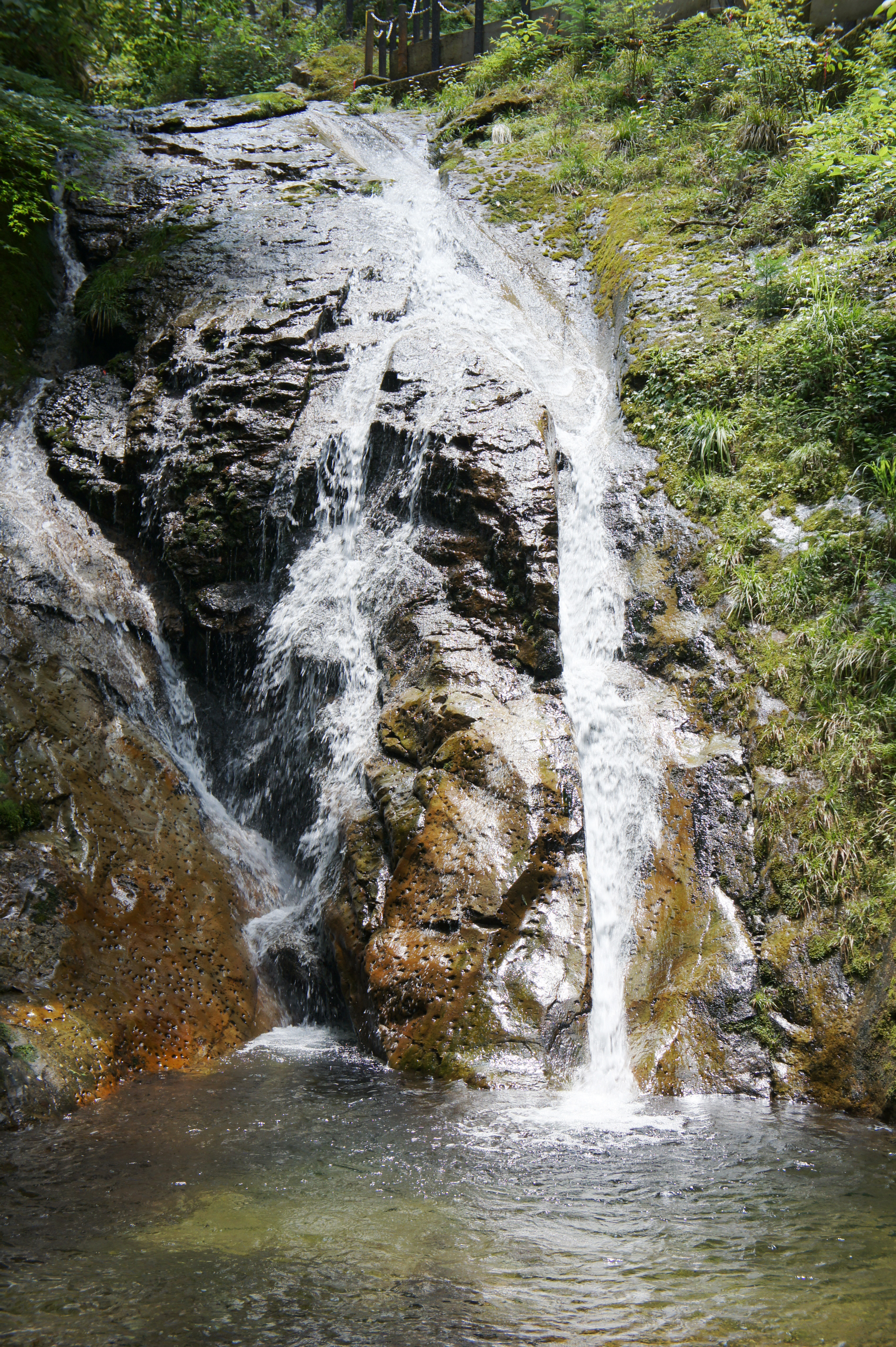
尻壺

- 底無
- 駒ノ立洞
- 雑桶壺
- 五郎在壺
- 尻壺

## やすとみグリーンステーション鹿ヶ壺の名所・施設
- 千畳平 - 標高570～580メートルにある草原
- 千畳の滝
- 三ヶ谷の滝 - 落差20メートルの直瀑
- 鹿ヶ壺山荘 - 宿泊施設。レストラン、コテージなど

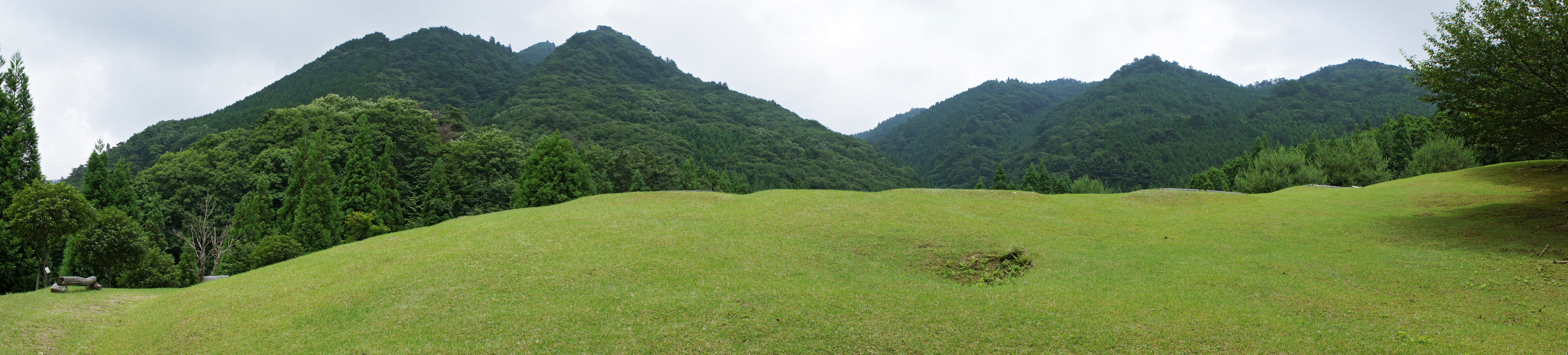
千畳平

- 鹿ヶ壺キャンプ場

## 周辺
- 町指定天然記念物の「大かつらの木」
- 安富ダム
- 雪彦山

## 伝承

### 鹿ヶ壺の伊佐々王
宝亀4年（773年）ごろ、光仁天皇の頃にこのあたりに伊佐々王と呼ばれる全長6mほどにも達する巨大な鹿が住んでいた。伊佐々王の角には7つの草刈が付き、背中には篠が生え、脚には水かきが備わっていたという。伊佐々王は数千頭の鹿を従えて暴れ回り、ついに人里にまで被害が及んだので、勅命による討伐がおこなわれた。大勢の兵士による長い狩りの末に伊佐々王は渓流まで追い込まれ、荒れ狂いのたうちまわって⾕間の岩床につぎつぎ⼤きな⽳を掘り、兵士たちの前で「このあと消ゆることなかれ」と岩盤に⾃分の形を⽌めて死んでいった。この⼤⽳の群れを⿅が壺と、討伐によって人々が安堵したのでこの谷を安志谷と呼んだと伝わる。

### 底無しの壺
この鹿が壺の近くにある底無しの壺に石を放り込むと龍神の怒りに触れて大嵐が起こるという。あるときこの言い伝えをあなどった男が唐傘に石をくくり付けて壺に放り込んだところたちまち大荒れとなり、村々が大洪水に見舞われたという。その唐傘は後に網干の海底から浮かび上がったので、鹿が壺の底無しの壺は網干の海底と繋がっているとも伝わっている。

## 所在地
〒671-2416　姫路市安富町関775（鹿ヶ壺山荘） 

## 交通アクセス
- 山陽電鉄およびJR 姫路駅から神姫バスの「グリーンステーション鹿ヶ壺」行きで約60分、 終点下車すぐ。（但し、姫路駅北口を午前中に発車するバスで行き午後は山崎（宍粟市）行のバスに乗り安志のバス停で降りて姫路駅北口行に乗り換える往復一本のみしか実質バスの便はありません）
- 中国自動車道 山崎ICから車で約15分